# Krater (mengvat)
Een krater is een mengvat dat werd gebruikt om wijn met water te mengen. De Grieken en Romeinen dronken wijn meestal niet puur, maar vermengd met water in een verhouding 1 deel wijn op 3 delen water, ook voegden ze kruiden aan het mengsel toe voor de smaak. Dit mengsel werd dan met een oenochoë uit het mengvat geschept en in een kelk gegoten. 
Er bestaan verschillende soorten kraters: de kelkkrater, de volutenkrater, de klokkrater en de colonnettenkrater.
Een beroemde krater is die gevonden in het Vorstengraf van Vix, deze bronzen krater is de grootste teruggevonden krater die als grafgift is meegegeven.